# Chris Snode
Christopher „Chris“ Snode (* 23. März 1959 in Sutton) ist ein ehemaliger britischer Wasserspringer. Bei Europameisterschaften gewann er eine Bronzemedaille und bei Commonwealth Games ersprang er vier Goldmedaillen.

## Karriere
Der 1,73 Meter große Chris Snode startete für den Highgate Diving Club und während seines Studiums für die University of Florida.
Bei den Olympischen Spielen 1976 in Montreal trat Snode nur vom Drei-Meter-Brett an und schied als 18. der Qualifikation aus. Anfang August 1978 fanden in Edmonton die Commonwealth Games 1978 statt. Chris Snode gewann, für England startend, den Titel sowohl vom Brett als auch vom Turm. Drei Wochen später belegte Snode bei den Weltmeisterschaften in West-Berlin den sechsten Platz vom Brett, vom Turm wurde er Elfter. Zwei Jahre später bei den Olympischen Spielen 1980 in Moskau erreichte er den sechsten Platz vom Drei-Meter-Brett und war damit fünftbester Europäer. Vom Zehn-Meter-Turm verfehlte er als Neunter der Qualifikation die Finalteilnahme um 20 Punkte.
Im August 1982 fanden die Weltmeisterschaften in Guayaquil statt. Snode wurde Achter vom Brett und Neunter vom Turm. Zwei Monate später konnte Snode bei den Commonwealth Games 1982 in Brisbane seine beiden Siege von 1982 wiederholen. Seine einzige Medaille bei Europameisterschaften gewann Chris Snode 1983 in Rom, als er hinter dem Bulgaren Petar Georgiew und Nikolay Droshin aus der Sowjetunion die Bronzemedaille vom Drei-Meter-Brett ersprang. 1984 bei den Olympischen Spielen in Los Angeles war er als Fünfter vom Drei-Meter-Brett bester Europäer. Vom Zehn-Meter-Turm war er als Siebter der Gesamtwertung der drittbeste Europäer.